# Inonotus clemensiae
Inonotus clemensiae är en svampart som beskrevs av Murrill 1908. Inonotus clemensiae ingår i släktet Inonotus och familjen Hymenochaetaceae.   Inga underarter finns listade i Catalogue of Life.